# Il terzo scimpanzé. Ascesa e caduta del primate Homo sapiens
(Jared Diamond — incipit)
Il terzo scimpanzé. Ascesa e caduta del primate Homo sapiens è un saggio del biologo, evoluzionista e fisiologo statunitense Jared Diamond, originariamente pubblicato in inglese a Londra nel 1991.
Diamond vi affronta due argomenti:
- come e perché gli esseri umani, in un breve periodo, si siano trasformati da semplice "mammifero di grossa taglia" a forza di dominazione del mondo;
- il grado in cui il nostro immenso progresso sia stato coniugato al seme dell'autodistruzione, in particolare attraverso il genocidio ed il degrado ambientale (in ciò si riecheggia peraltro un noto tema di Simone Weil in Riflessioni sulle cause della libertà e dell'oppressione sociale - "ogni vittoria reca il germe di una futura disfatta" - anche se diverso è il contesto ed il significato che a ciò attribuisce la filosofa francese).

Benché accessibile a un pubblico non specialistico, Il terzo scimpanzé è comunque un testo erudito e traccia una teoria storica, evoluzionistica, biologica, linguistica e sociologica atta a ritrarre al contempo il successo ed il potenziale fallimento dell'umanità.
In senso ampio, l'opera tratta schemi di determinismo ambientale di cui l'autore è un noto sostenitore (e talora anche un critico, come in parte nel più recente Collasso) ma questo orientamento non è assoluto: nel discutere casi di estinzione di massa, per esempio, Diamond sostiene apertamente la maggior responsabilità dell'azione umana, contrastando diverse teorie prevalentemente climatiche o ambientali.
In questo libro l'autore condensa ed anticipa, in un certo qual modo, temi e contenuti di buona parte dei suoi scritti successivi.

## Capitoli
Parte prima: Un semplice mammifero di grossa taglia
- La storia dei tre scimpanzé
- Il grande balzo in avanti

Parte seconda: Un animale dallo strano ciclo vitale
- L'evoluzione della sessualità umana
- La scienza dell'adulterio
- La scelta del partner
- La selezione sessuale e l'origine delle razze umane
- Perché s'invecchia e si muore?

Parte terza: L'unicità dell'uomo
- Ponti verso il linguaggio umano
  - Appendice Il neomelanesiano per tutti
- Le origini animali dell'arte
- La spada a doppio taglio dell'agricoltura
- Perché fumiamo, beviamo e facciamo uso di droghe?
- Soli in un universo affollato

Parte quarta: I conquistatori del mondo
- Gli ultimi primi contatti
- Conquistatori per caso
- I cavalli, gli ittiti e la storia
  - Appendice Una favola protoindoeuropea
- Bianco e nero
  - Appendice Politiche indiane di alcuni americani famosi

Parte quinta: Come rovesciare il nostro progresso dall'oggi al domani
- L'età dell'oro che non è mai esistita
- Blitzkrieg e Ringraziamento nel Nuovo Mondo
- La seconda nube

Epilogo: Non abbiamo imparato niente, e abbiamo dimenticato tutto?

## Edizioni
- Jared Diamond, Il terzo scimpanzé. Ascesa e caduta del primate Homo sapiens, traduzione di Libero Sosio, collana Universale Bollati Boringhieri, Bollati Boringhieri, 2006,  p. 445, ISBN 88-339-1652-9.